# Erik Benzelius der Ältere

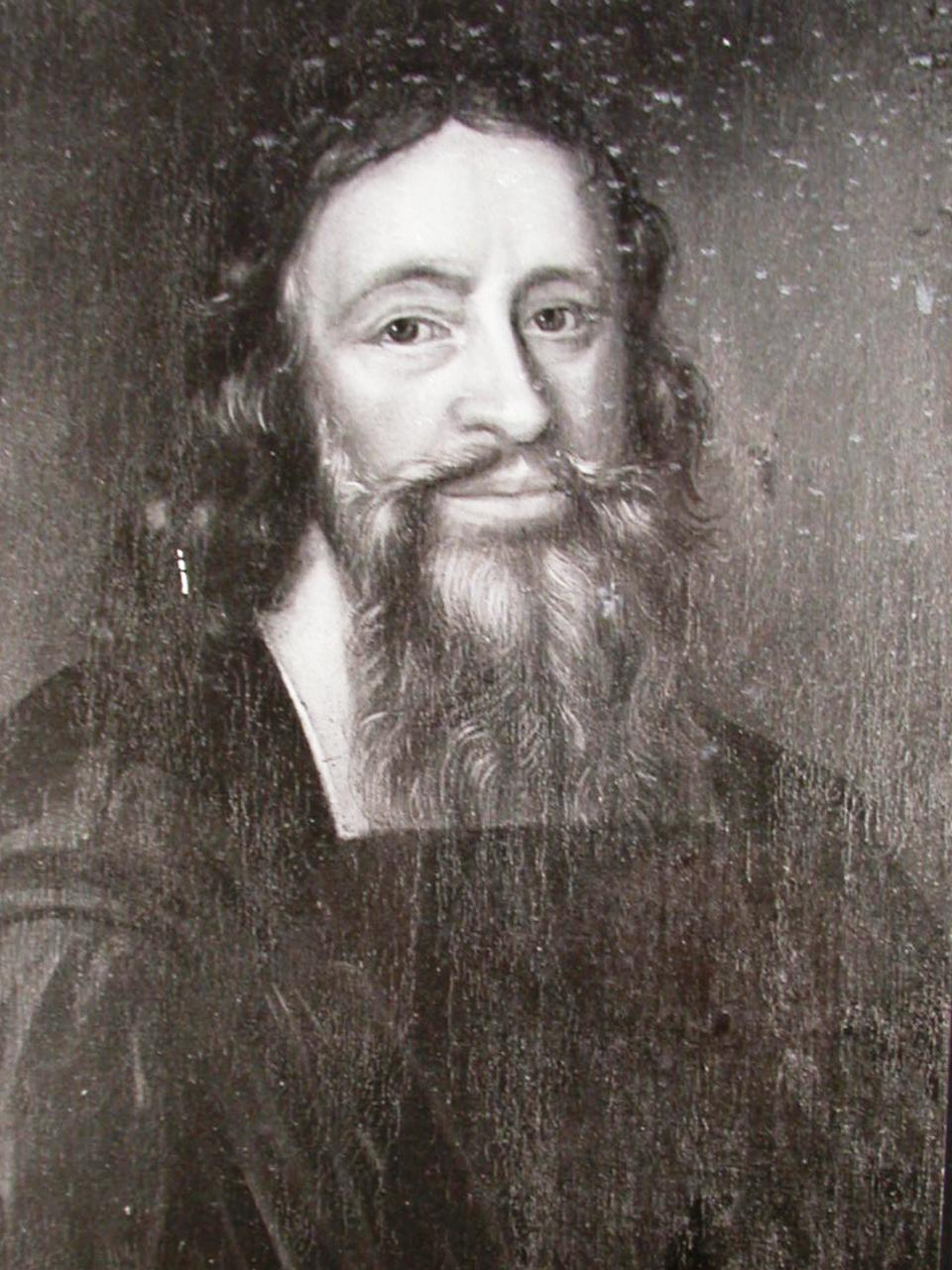

Erik Benzelius der Ältere. manchmal auch Eric Benzelius der Ältere (* 16. Dezember 1632 in Bensbyn, Kommune Luleå; † 17. Februar 1709 in Uppsala) war ein schwedischer lutherischer Theologe und Erzbischof von Uppsala.

## Leben
Benzelius, der schon 1644 zur Ausbildung nach Uppsala kam, studierte ab 1648 an der dortigen Universität und erwarb 1661 den Titel eines Magisters der Philosophie. Anschließend wurde er von Magnus Gabriel De la Gardie angestellt und machte von 1663 bis 1665 mit dessen Sohn Gustaf Adolf (1647–1695) eine Studienreise nach Deutschland, Frankreich, England, Holland und Belgien. Die Begegnung mit anderen Strömungen festigte aber seine Verankerung in der Lutherischen Orthodoxie, was sich schon in der Disputation De vitando Syncretismo (1664 an der Universität Gießen) zeigte.
Nach der Rückkehr nach Uppsala wurde Benzelius außerordentlicher Professor für Geschichte und Moralphilosophie, im folgenden Jahr außerordentlicher Professor für Theologie. Zugleich wurde er ordiniert. 1668 rückte er auf eine ordentliche Professur auf und amtierte 1674 und 1680 als Rektor der Universität. 1675 wurde er zum Dr. theol. promoviert. In seinen Lehrveranstaltungen und Veröffentlichungen machte er sich vor allem als Kirchenhistoriker einen Namen. Ab 1675 war er auch Mitglied des Pfarrerstandes im Schwedischen Ständereichstag und gewann bald großen Einfluss auf die Kirchenpolitik.
Nachdem er schon 1686 von König Karl XI. mit der religiösen Erziehung des Kronprinzen betraut worden war, ernannte der König ihn 1687 zum Bischof von Strängnäs. Er setzte jedoch die Unterweisung fort und übernahm auch andere Aufgaben außerhalb seines Bistums. So hatte er schon an der Revision der 1686 abgeschlossenen Kirchenverfassung (kyrkolag) mitgewirkt und war nun führend an der Redaktion eines neuen Katechismus, einer neuen Bibelübersetzung und eines neuen Gesangbuches beteiligt. Hier setzte er sich gegen Neuerungen ein, die er als gefährlich für die Einheit der Kirche einschätzte. Ferner verfasste er 1694 ein Lehrbuch der Homiletik, das noch bis zum Ende des 18. Jahrhunderts im Gebrauch war.

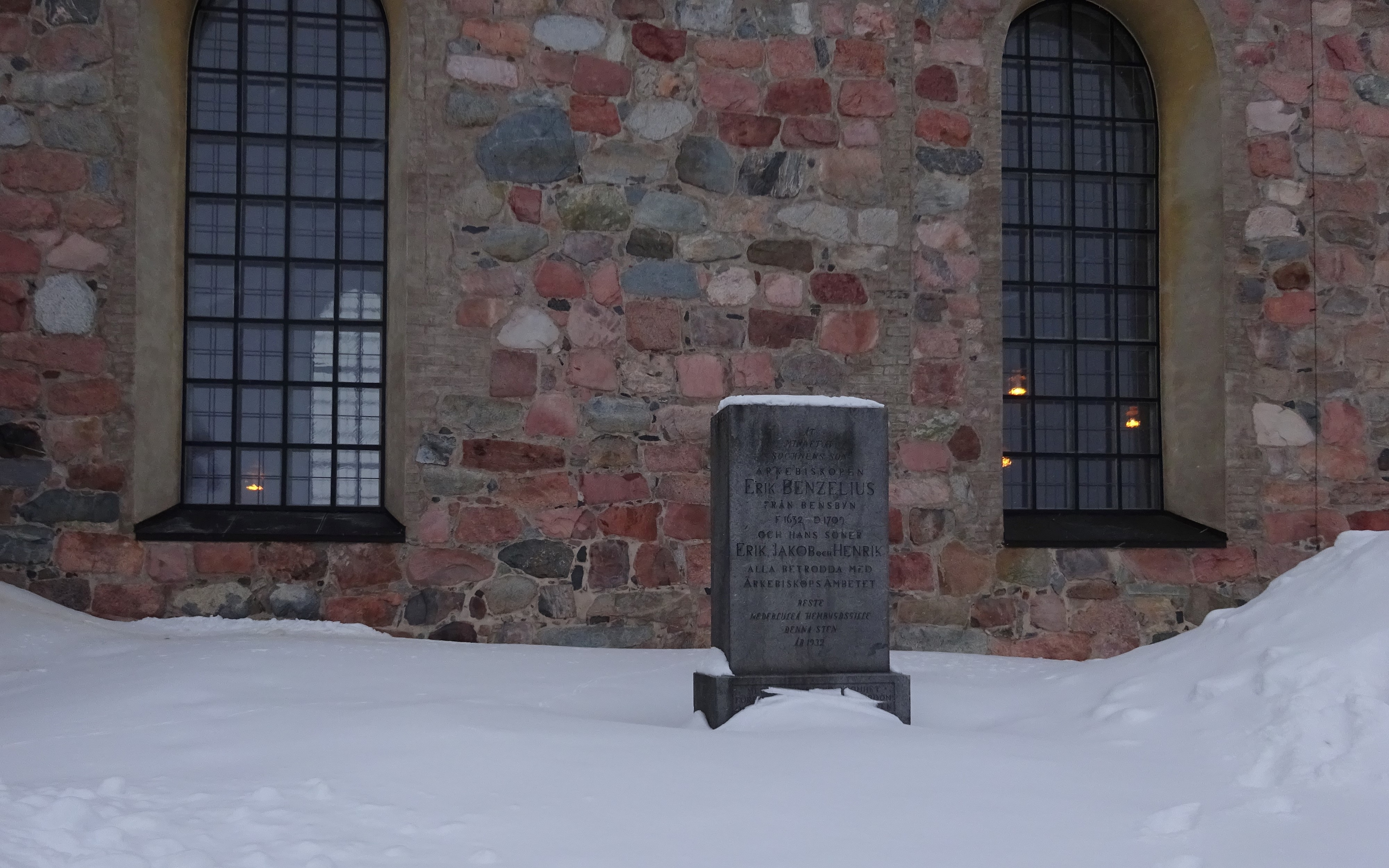
Monument an der Nederluleå Kirche.

Nach dem Tod von Olaus Svebilius wurde er zum Erzbischof von Uppsala ernannt und amtierte bis zu seinem Tod als höchster Würdenträger der Schwedischen Kirche. Hier bekämpfte er u. a. den nach Schweden eindringenden Pietismus. Ferner war er für den Wiederaufbau der Stadt nach dem Großfeuer von 1702 zuständig.

## Familie
Benzelius wurde als Sohn des Bauern Henrik Jakobsson und seiner Frau Margareta Jonsdotter geboren. Den Namen Benzelius (nach seinem Geburtsort) nahm er in der Studentenzeit an. 
Aus der ersten Ehe mit Margaretha Odhelia (1653–1693), Tochter des Professors Erik Odhelius, hatte Benzelius zehn Kinder, darunter:
- Margareta Benzelia († 1710), verheiratet mit dem Bischof Olaus Nezelius
- Christina Benzelia (1673–1724), verheiratet mit dem Bischof Zacharias Esberg
- Erik Benzelius der Jüngere (1675–1743), Erzbischof
- Olof Benzelstierna (1678–1726), Assessor am Svea hovrätt
- Lars Benzelstierna (1680–1755), Mineraloge und Landeshauptmann
- Jakob Benzelius (1683–1747), Erzbischof
- Nils Benzelstierna (1686–1737), Kapitän
- Gustaf Benzelstierna (1687–1746), Bibliothekar
- Henrik Benzelius (1689–1758), Erzbischof

Die Söhne wurden 1719 in den erblichen Adel aufgenommen wurden und begründeten damit das Adelsgeschlecht Benzelstierna. Die drei Söhne, die Geistliche waren, verzichteten jedoch auf den Adelstitel und behielten den Namen Benzelius.
Die zweite, 1695 geschlossene Ehe mit Anna Mackeij (1648–1704) blieb kinderlos.

## Schriften (Auswahl)
- Dissertatio philologica De messia Judaico, e rabbinorum maxime commentariis brevi subinde epricrisi adjuncta. Diss. Uppsala 1675
- Epitome rhetoricæ ecclesiasticæ, qvam per collegia publico-privata diversis temporibus habita in Regia Academia Upsaliensi, studiosæ juventuti proposuit, 1694 (3. Auflage 1771)
- Breviarium historiæ ecclesiasticæ, veteris & novi testamenti, discentium usui destinatum, iteratis vicibus juventuti propositum, multorum desideriis expetitum, nunc demum typis descriptum & cum privilegio regio evulgatum. Strängnäs 1695 (etliche Neuauflagen bis 1802)